# Aulonium ruficorne
Aulonium ruficorne är en skalbaggsart som först beskrevs av Olivier 1790.  Aulonium ruficorne ingår i släktet Aulonium, och familjen barkbaggar. Arten förekommer tillfälligt i Sverige, men reproducerar sig inte.

## Bildgalleri

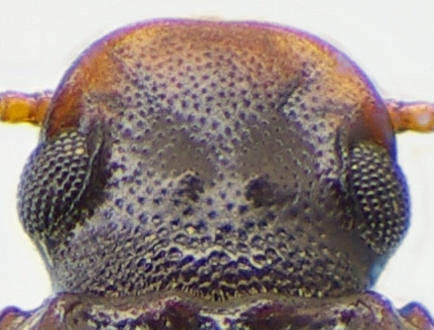
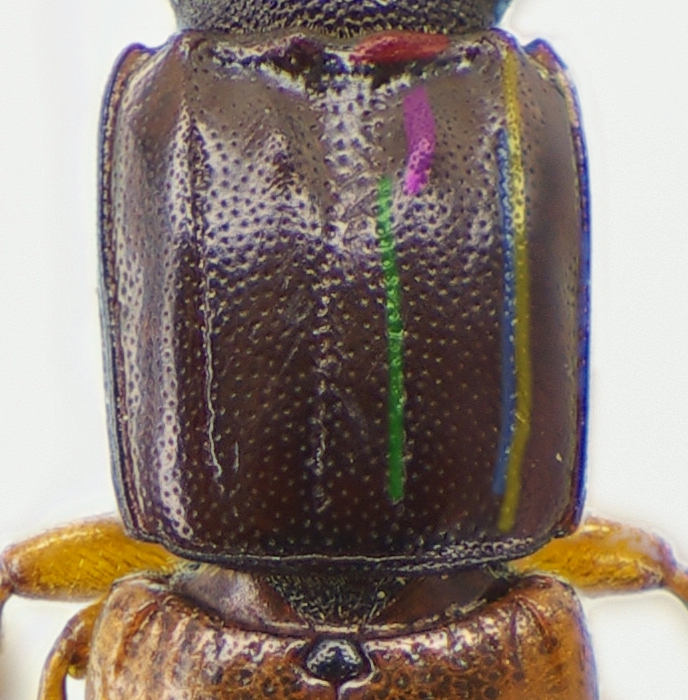